# Кальмон (Верхняя Гаронна)
Кальмо́н (фр. и окс. Calmont) — коммуна во Франции, находится в регионе Юг — Пиренеи. Департамент — Верхняя Гаронна. Входит в состав кантона Найу. Округ коммуны — Тулуза.
Код INSEE коммуны — 31100.

## География

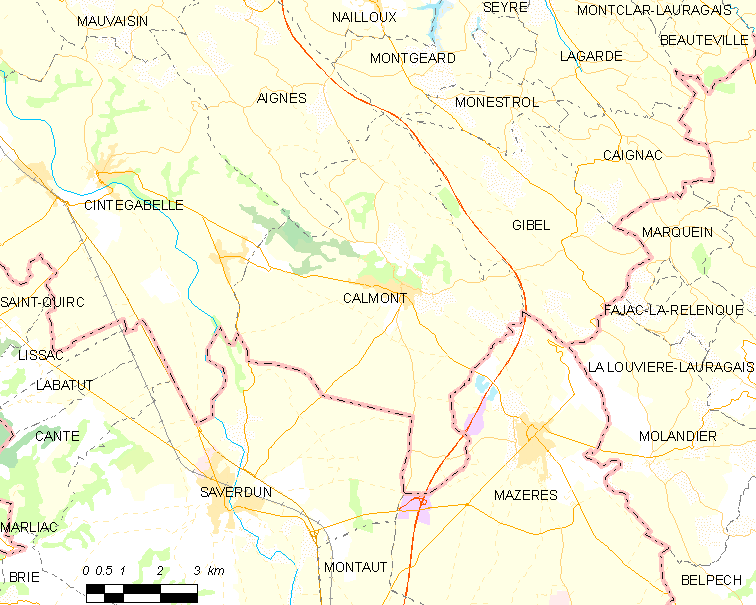
Карта коммуны

Коммуна расположена приблизительно в 630 км к югу от Парижа, в 39 км к юго-востоку от Тулузы.
По территории коммуны протекает река Гран-Эр.

## Климат
Климат умеренно-океанический. Зима мягкая и снежная, весна характеризуется сильными дождями и грозами, лето сухое и жаркое, осень солнечная. Преобладают сильные юго-восточные и северо-западные ветры.

## Население
Население коммуны на 2010 год составляло 2177 человек.
| 1962 | 1968 | 1975 | 1982 | 1990 | 1999 | 2010 |
| ---- | ---- | ---- | ---- | ---- | ---- | ---- |
| 1150 | 1189 | 1409 | 1451 | 1552 | 1609 | 2177 |

## Администрация
| Период | Период | Фамилия        | Партия                  | Примечания |
| ------ | ------ | -------------- | ----------------------- | ---------- |
| 1955   | 1993   | Андре Мерик    | Социалистическая партия | сенатор    |
| 1993   | 2020   | Кристиан Порте | Социалистическая партия |            |

## Экономика
В 2010 году среди 1310 человек трудоспособного возраста (15—64 лет) 965 были экономически активными, 345 — неактивными (показатель активности — 73,7 %, в 1999 году было 65,0 %). Из 965 активных жителей работали 871 человек (470 мужчин и 401 женщина), безработных было 94 (43 мужчины и 51 женщина). Среди 345 неактивных 85 человек были учениками или студентами, 121 — пенсионерами, 139 были неактивными по другим причинам.

## Достопримечательности
- Церковь Св. Сатурнина (XVII век)
- Усадьба Терракёз (XVII век). Исторический памятник с 1996 года[4]
- Замок Кальмон (XIV век). Исторический памятник с 1927 года[5]